# Magyar Északi Vasút

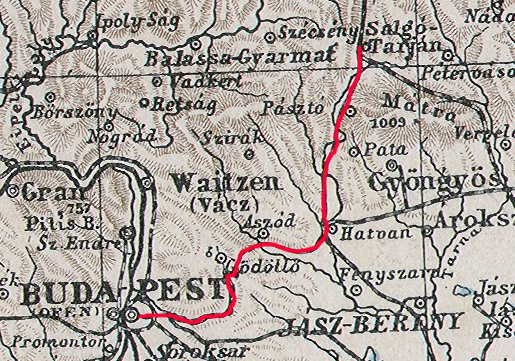
A Magyar Északi Vasút vonala

A Magyar Északi Vasút (MÉV, németül: Ungarische Nordbahn) egy magyar magánvasúttársaság volt. Tulajdonosa és üzemeltetője volt a Pest-Salgótarján fővonalnak és a Salgótarján-József-rakodó szárnyvonalnak.

## Története
Salgótarjánban Brellich János államvasúti mérnök a korábbi bányanyitások folytatását célozta meg 1859-ben társával, Winsteig Georg bécsi kőbánya-tulajdonossal. Társulatuk a Salgótarján környéki bányák nagyobb szabású kitermelését tervezve. Brellich javaslatára 1861-ben Salgótarján-Balassagyarmat közötti lóvasút kiépítését fontolgatták. Brellich már ekkor gondolt a gőzmozdonyos változatra is, mert bányáinak szenét 1859-ben kipróbálta a „dél-keleti vasutak” (cs. kir. Délkeleti Államvasút) járatain.
1861. május 14-én több nagybirtokos és pesti gyáros közreműködésével megalakították a Szent István Társulatot Brellich János – Koheh Jakab – Havas József vezetésével. 1862-ben csatlakozott a társulathoz gr. Forgách Antal kancellár, aki 1868 után az első igazgatósági elnöke lett a megalakuló részvénytársulatnak
Az 1863. január 19-én keletkezett vasútépítési engedély „Pest-Beszrecebányai Vasút” névre szólt. A cégnév 1864-től „Cs. kir. szab. Pest-Losonc-Besztercebányai Vasút és Szt. István Kőszénbánya Társulat”-ra változott, majd 1865-ben felvette a „Magyar Északi Vasút” nevet. A vállalkozás a vasútépítéshez állami támogatást kapott. A vasútépítkezés mellett a szünetelő bányák termelése is megindult 1866-ban.
A vasútvonal kiépítését az évek során két szakaszban valósították meg. Az első szakasz a Pest–Hatvan (1867. IV. 2-án nyílt meg egy budapesti OMÁVT-összeköttetéssel együtt), a második a Hatvan–Salgótarján (V. 9.) volt. A megépített 126 km hosszú vasútvonalon 1867. május 19-én indult meg a forgalom a pesti – akkoriban losoncinak nevezett – indóháztól (később Józsefváros pályaudvar) a salgótarjáni József-rakodóig.
A társaság alapításától fogva tőkehiánnyal küszködött. Miután a magyar állam a panamájáról elhíresült vasút kötvényeit átvette, a vasút 1868. július 1-től állami kézbe került. A Magyar Északi Vasúttársaság feloszlott, a szénbányák üzemvitelére a társulat romjain megalakult 1868 augusztus 6-án a Salgótarjáni Kőszénbánya Rt.
1869. október 31-én a Közmunka- és Közlekedésügyi Minisztérium elrendelte, hogy az államkincstár kezelésébe vett Magyar Északi Vasút és a közeljövőben megnyíló Zákány–Zágráb vonal neve Magyar Királyi Államvasutak (M.Á.V.) legyen.
A MÁV a vasútvonal számára nyolc új mozdonyt rendelt a bécsi Sigl cégtől a meglévő két darab belga gyártmányú Cockerill és phiadelphiai Norris mozdonyok mellé. Átvették a 249 darab tehervagont és a 10 darab személyvagont a 4 kalauzkocsival és két hóekével együtt.
Ebből a MÁV által átvett salgótarjáni vasútból terebélyesedett ki a magyar államvasúti hálózat. Az átadás évében már 57 ezer embert és ezer tonna szenet szállítottak a salgótarjáni vonalon. A Magyar Királyi Államvasutak (MÁV) fokozatosan felvásárolta vagy államosította az összes hazai magántulajdonú vasutat.

## Vonalai
- Pest–Salgótarján
- Salgótarján–József-rakodó
- Kőbánya alsó pu.–Kőbánya felső pu. (Királyvágány) 1,3 km hosszban (1867. IV. 2.)[1]

## Mozdonyai
| Nr.       | Darabszám | Gyártó                          | Gyártásban | jelleg | Sorsa                              | Kép |
| 1–2, 9–16 | 10        | Sigl/Wiener Neustadt            | 1865–1869  | C n2   | MÁV 2221–2230; 1924-ig selejtezve  |     |
| 3–8       | 6         | Sigl/Wien, Sigl/Wiener Neustadt | 1865–1867  | 1B n2  | MÁV 1101–1106; 1915-ig selejtezték |     |